# Iwano-Frankowe
Iwano-Frankowe, Janów, hist. Janów Lwowski (ukr. Івано-Франкове; do 1946 roku: Янів, Janiw) – osiedle typu miejskiego na Ukrainie, w obwodzie lwowskim, w rejonie jaworowskim. W 2001 roku liczyło ok. 5,8 tys. mieszkańców.

## Historia
W I Rzeczypospolitej miasto było centrum niegrodowego starostwa, do którego należało 11 okolicznych wsi.
W II Rzeczypospolitej miejscowość Janów była gminą miejską w powiecie gródeckim, w województwie lwowskim. 1 kwietnia 1929 do Janowa włączono gminę Zalesie.
W 1940 roku pozbawiona praw miejskich, stając się siedzibą wiejskiej gminy Janów. 
W latach 1944–1945 nacjonaliści ukraińscy z OUN-UPA zamordowali tutaj 26 Polaków.
W czasie okupacji niemieckiej polska mieszkanka Janowa Jadwiga Szwarc z d. Hecht udzieliła pomocy Żydówce Reginie Farb, za co w 1989 roku Instytut Jad Waszem uhonorował ją tytułem Sprawiedliwej wśród Narodów Świata.
W latach 1940–1941 i 1944–1962 siedziba rejonu janowskiego (od 1946 iwano-frankowskiego).
Od dawnej nazwy miejscowości bierze swoją nazwę Roztocze Janowskie – jedna z trzech części Roztocza Południowego.

## Zabytki
- Kościół Świętej Trójcy – miejsce pochówku Konstancji Zofii z Czartoryskich Poniatowskiej, matki Stanisława Augusta[7]
- Cerkiew pw. Wniebowstąpienia Pańskiego z 1831 r.

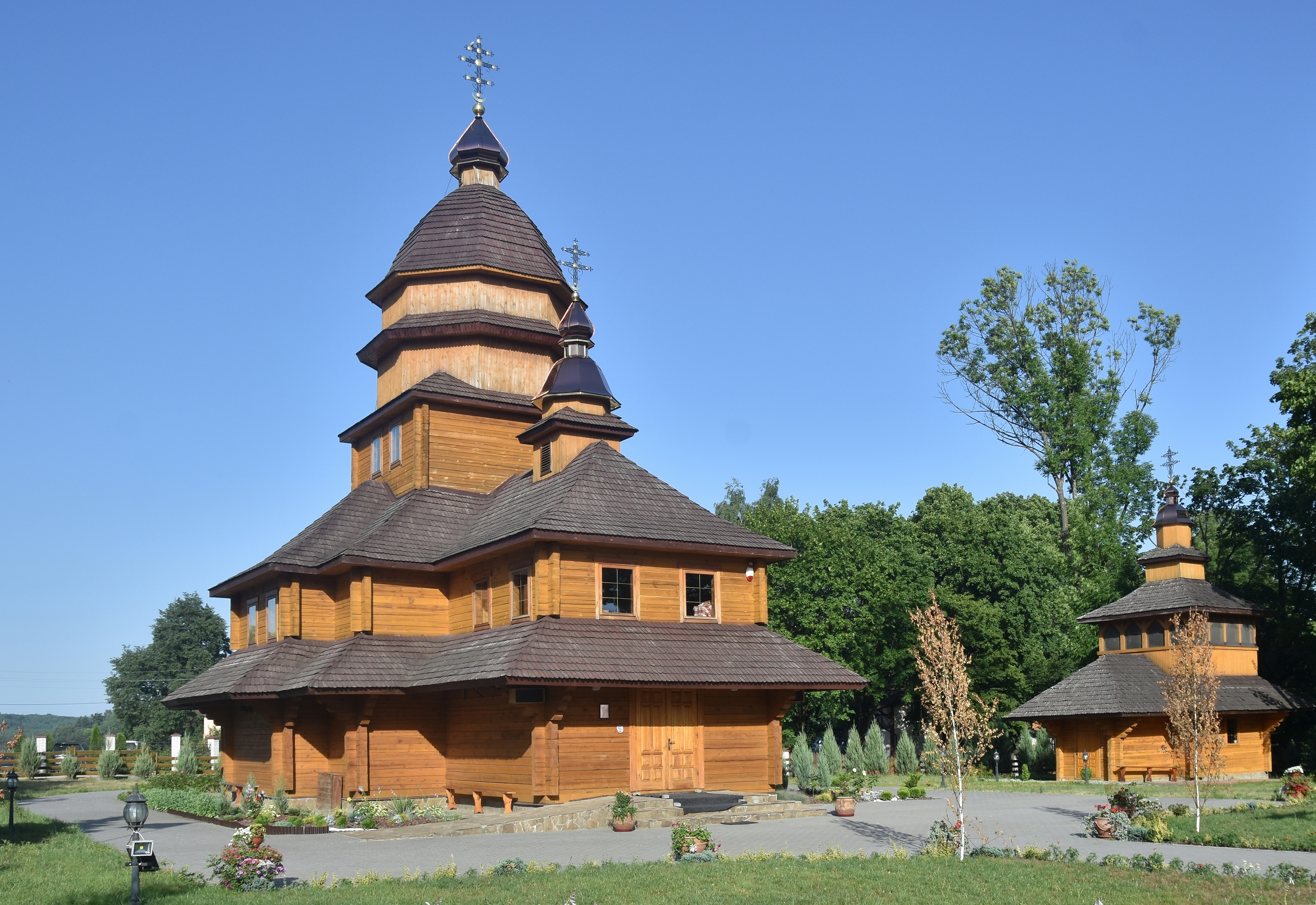
Cerkiew greckokatolicka 2012
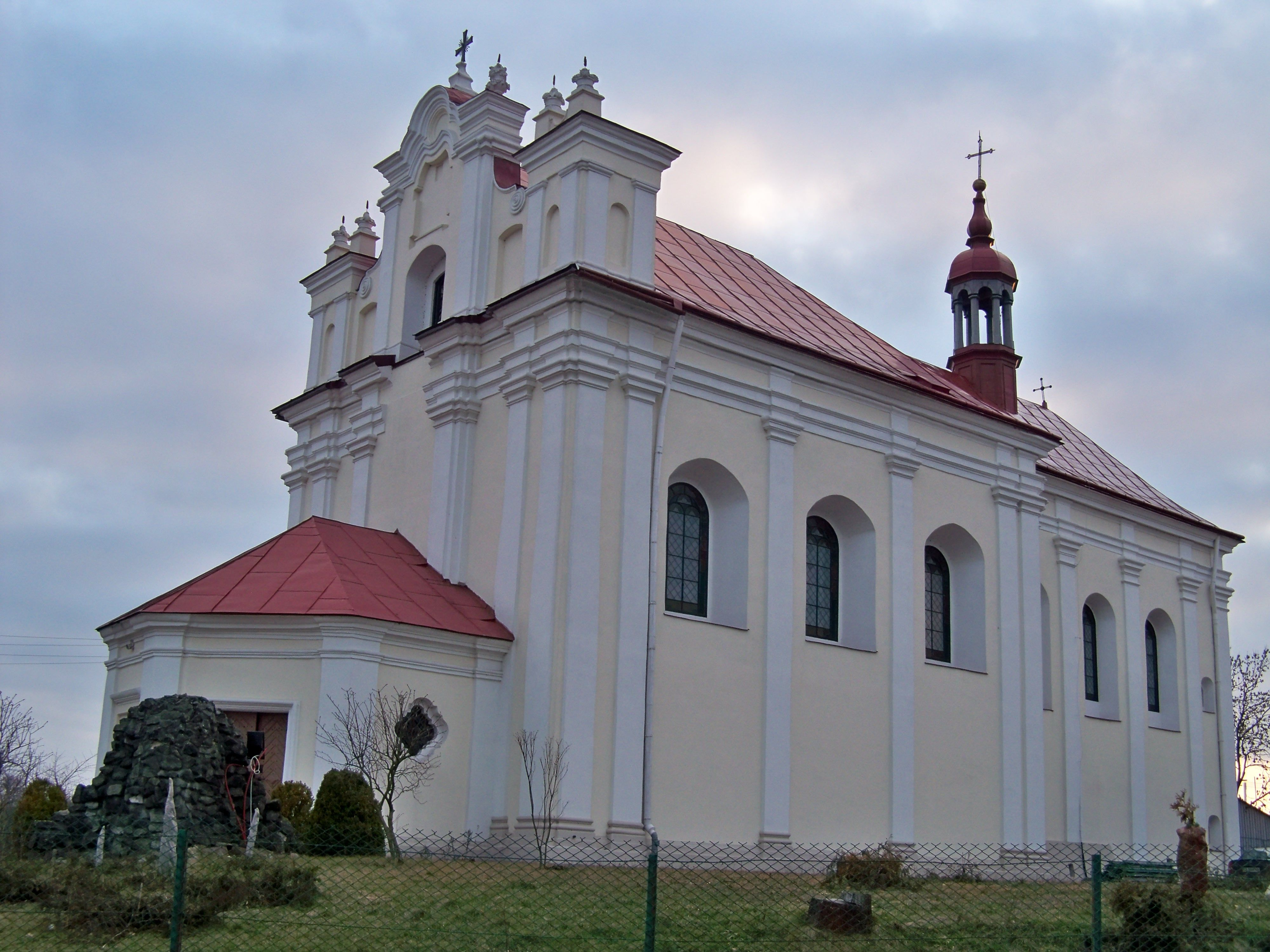
Rzymskokatolicki kościół św. Trójcy
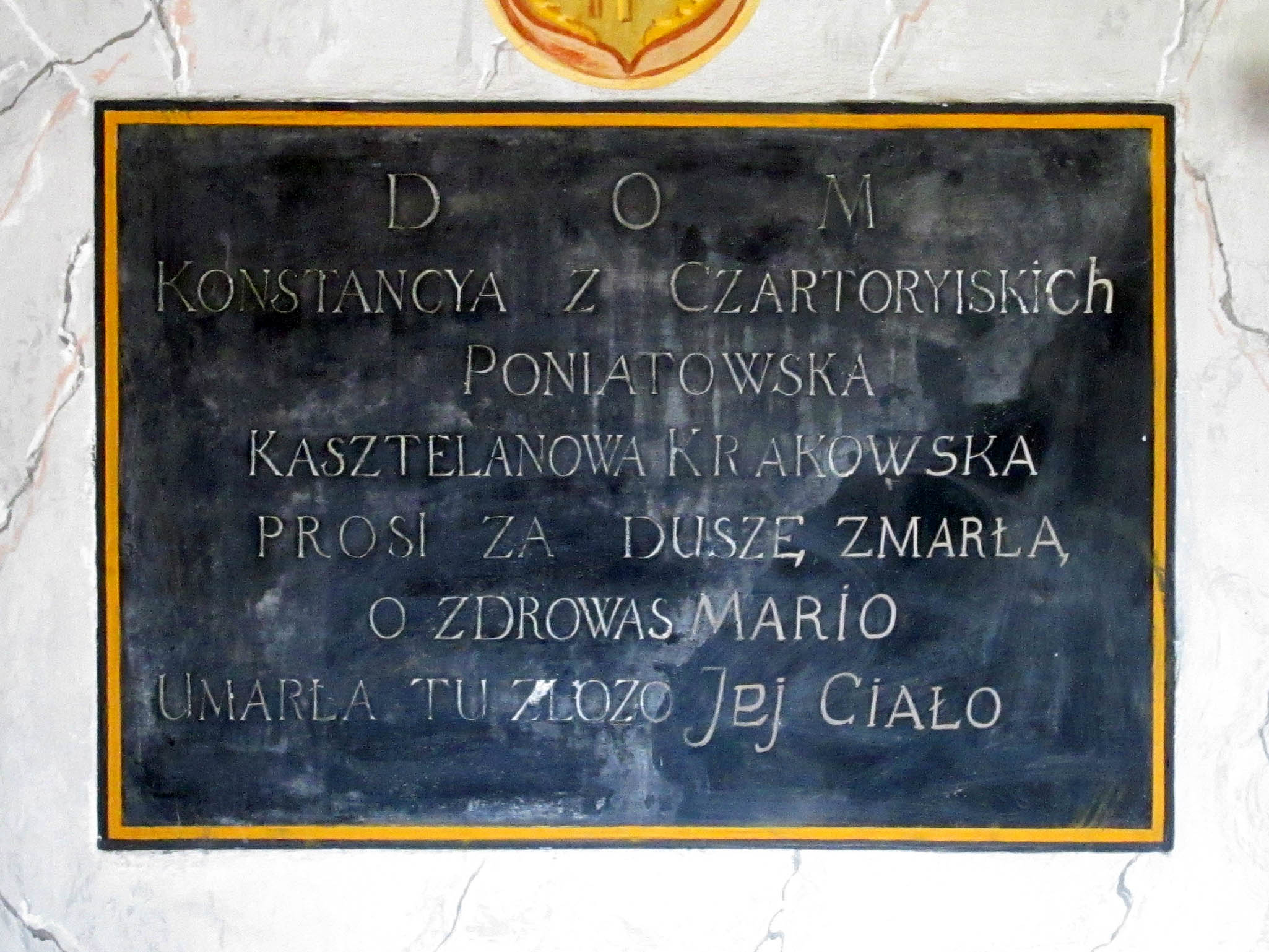
Tablica  Konstancji Czartoryskiej
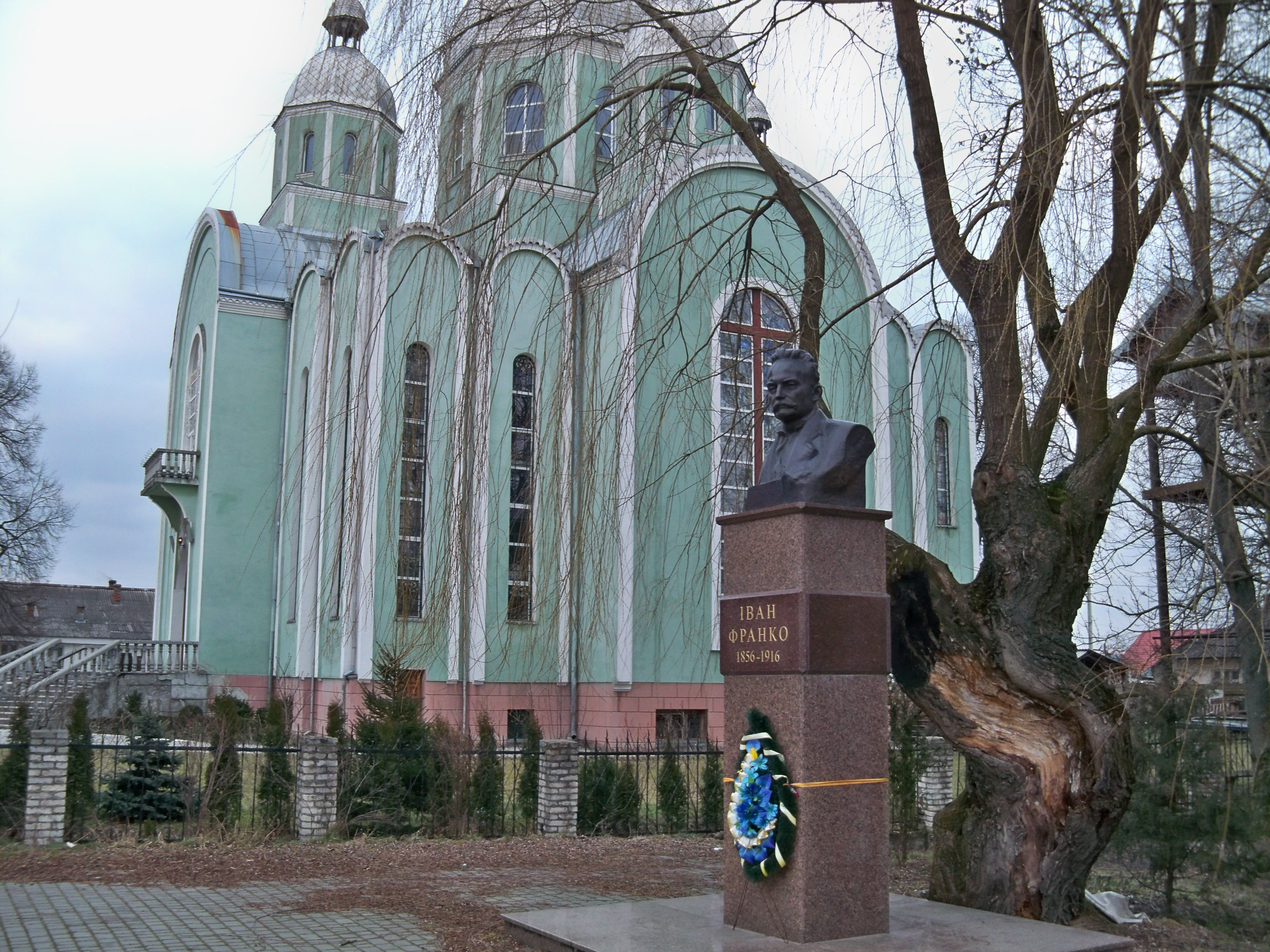
Cerkiew prawosławna
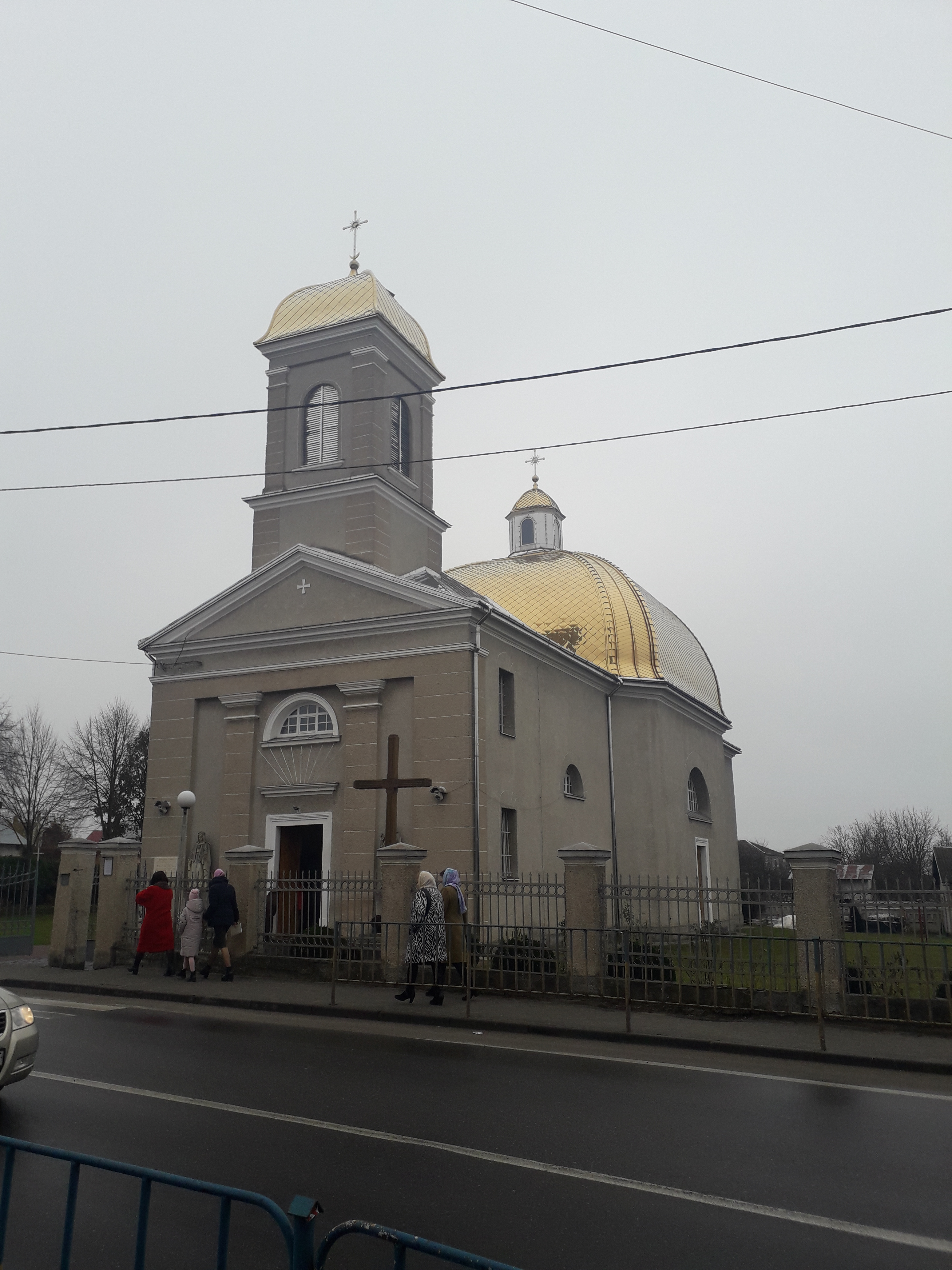
Cer.  Wniebowstąpienia Pańskiego, 1831

## Urodzeni
- Meier Eidelheit (1910–1943) – polski matematyk, przedstawiciel lwowskiej szkoły matematycznej
- Zenon Kohut (ur. 1944) – kanadyjski historyk pochodzenia ukraińskiego
- Wiktor Neborak (ur. 1961) – ukraiński poeta, prozaik i rockman
- Paweł Rybicki (1902–1988) – polski socjolog, historyk nauki, profesor Uniwersytetu Jagiellońskiego
- Bohdan Sojka (1938–2018) – ukraiński malarz
- Adam Werschner (1894–1976) – oficer Wojska Polskiego
- Józef Zygmunt (1896–1931) – żołnierz, kawaler Virtuti Militari
- Stanisław Żydaczek (1940–2014) – polski bokser

## Związani z Janowem
- Henryk Rewakowicz (1837–1907) – galicyjski działacz ruchu ludowego, polityk, dziennikarz, uczestnik powstania styczniowego, redaktor dziennika „Kurjer Lwowski”[8].